# ノイエ・マイスター絵画館

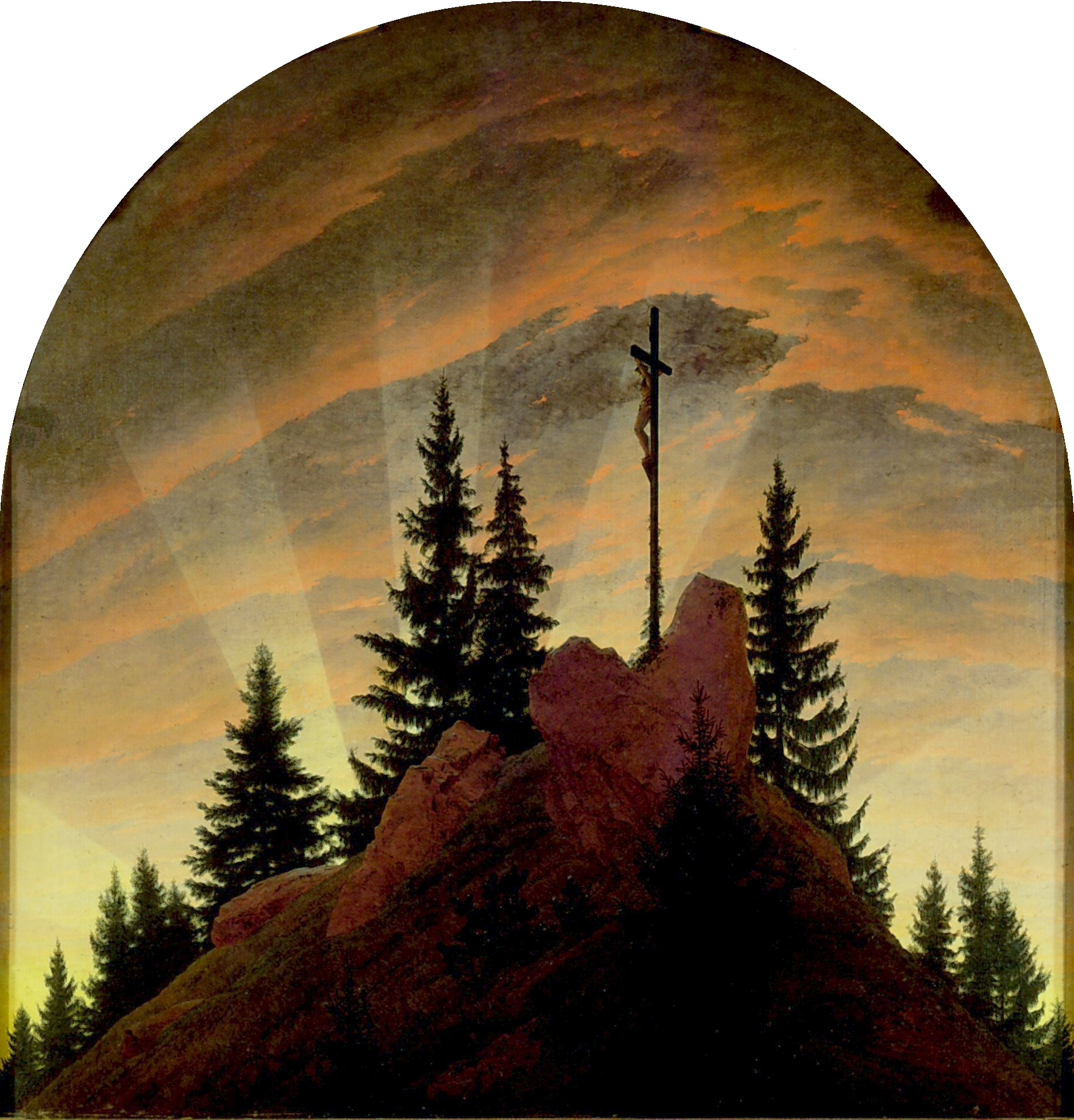
『山上の十字架』（テッチェン祭壇画）, カスパー・ダーヴィト・フリードリヒ, 1807年

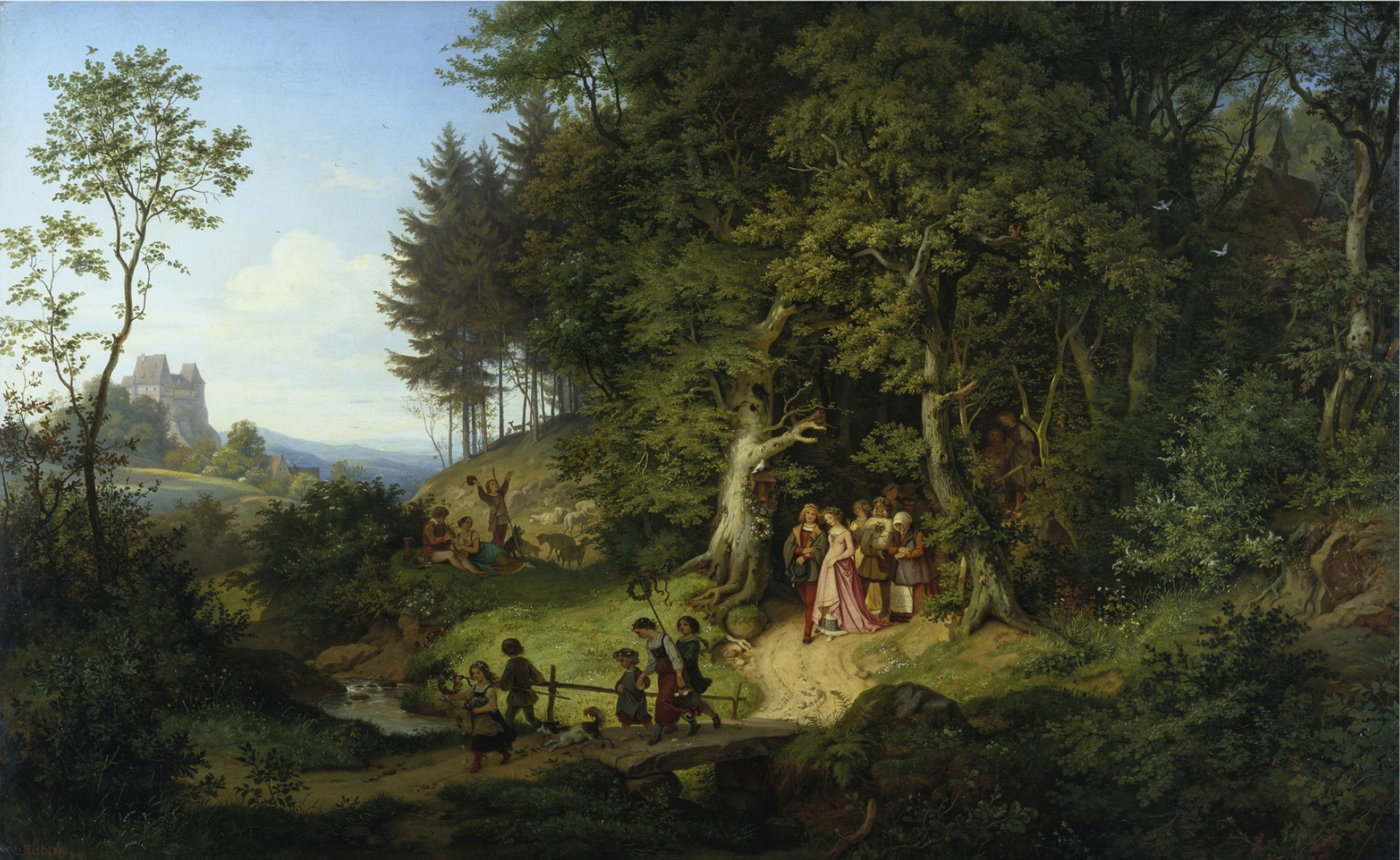
『春の花嫁行列』, アドリアン・ルートヴィヒ・リヒター, 1847年

ノイエ・マイスター絵画館（ノイエ・マイスターかいがかん、独: Galerie Neue Meister）はドイツのドレスデン、アルベルティヌム美術館内にある美術館。ドレスデン美術館を構成する12の美術館の一つで、ザクセン州が管理している。日本では、同じくドレスデン美術館を構成する美術館の一つアルテ・マイスター絵画館が「古典美術館」といわれるのに対して「新美術館」といわれることがある。その名前が示すとおり、19世紀から現代までの近現代絵画が2,500点以上所蔵されている。
ノイエ・マイスター絵画館には多くの著名な画家の作品が所蔵されており、ドイツ人画家では、ロマン主義のカスパー・ダーヴィト・フリードリヒ、アドリアン・ルートヴィヒ・リヒター、印象派のロヴィス・コリント、マックス・スレーフォークト、表現主義/新即物主義のエミール・ノルデ、ノルデも参加していた芸術家集団ブリュッケのメンバー、オットー・ディクスらが挙げられる。その他にもマックス・ベックマン、ポール・ゴーギャン、エルンスト・ルートヴィヒ・キルヒナー、パウル・クレー、パウラ・モーダーゾーン＝ベッカー、クロード・モネ、エドヴァルド・ムンクらの作品が所蔵されている。特にゲオルク・バーゼリッツ、A.R.ペンク、ゲルハルト・リヒターという、東ドイツ時代のザクセン出身で世界的に有名になった現代画家には、専用の展示室が設けられている。現代でもっとも著名な芸術家であるネオ・ラウフ、リュック・タイマンスの作品もコレクションの一部である。
また、ノイエ・マイスター絵画館には絵画のみならず同年代の彫刻も多数所蔵されている。

## 歴史
現在のノイエ・マイスター絵画館のコレクションは、もともとドレスデン絵画館（Gemäldegalerie Alte Meister, 現在のアルテ・マイスター絵画館）のコレクションの一部だった。1843年に王立コレクションの館長だったようベルンハルト・フォン・リンデナウのもとで、現代絵画を収集するための「現代絵画部局」が設立される。当時のリンデナウは現代絵画収集のために毎年私財700ターラーを出資していた。ドレスデン絵画館とドレスデン美術大学を管理、運営していた学術評議会は、絵画展示会の収益の50%を現代絵画収集用の資金として寄付していた。この寄付金は十分な金額とはいえず国外の作品の購入は困難であり、ドイツ国内の作品を購入するに止まっていた。
1882年までの間、ドイツロマン派の主要な作品はわずかに4点しか収蔵されなかった。しかしカール・ヴェールマン館長の就任後、収蔵作品数は大幅に増やされた。1897年にドレスデンで国際美術展が開催されたことを契機に、美術館は国外からの近現代絵画の収蔵に取り組み始めた。
1910年に館長に就任したハンス・ポッセの時代に、ドイツロマン主義、印象派、19世紀後半の「市民的リアリズム (Bürgerlicher Realismus)」など、現在でも重要な絵画とみなされる作品を次々にコレクションに加えていった。ギャラリーは1911年に設立されたドレスデン博物館協会、1917年に発足した後援会によって財政面が強化された。

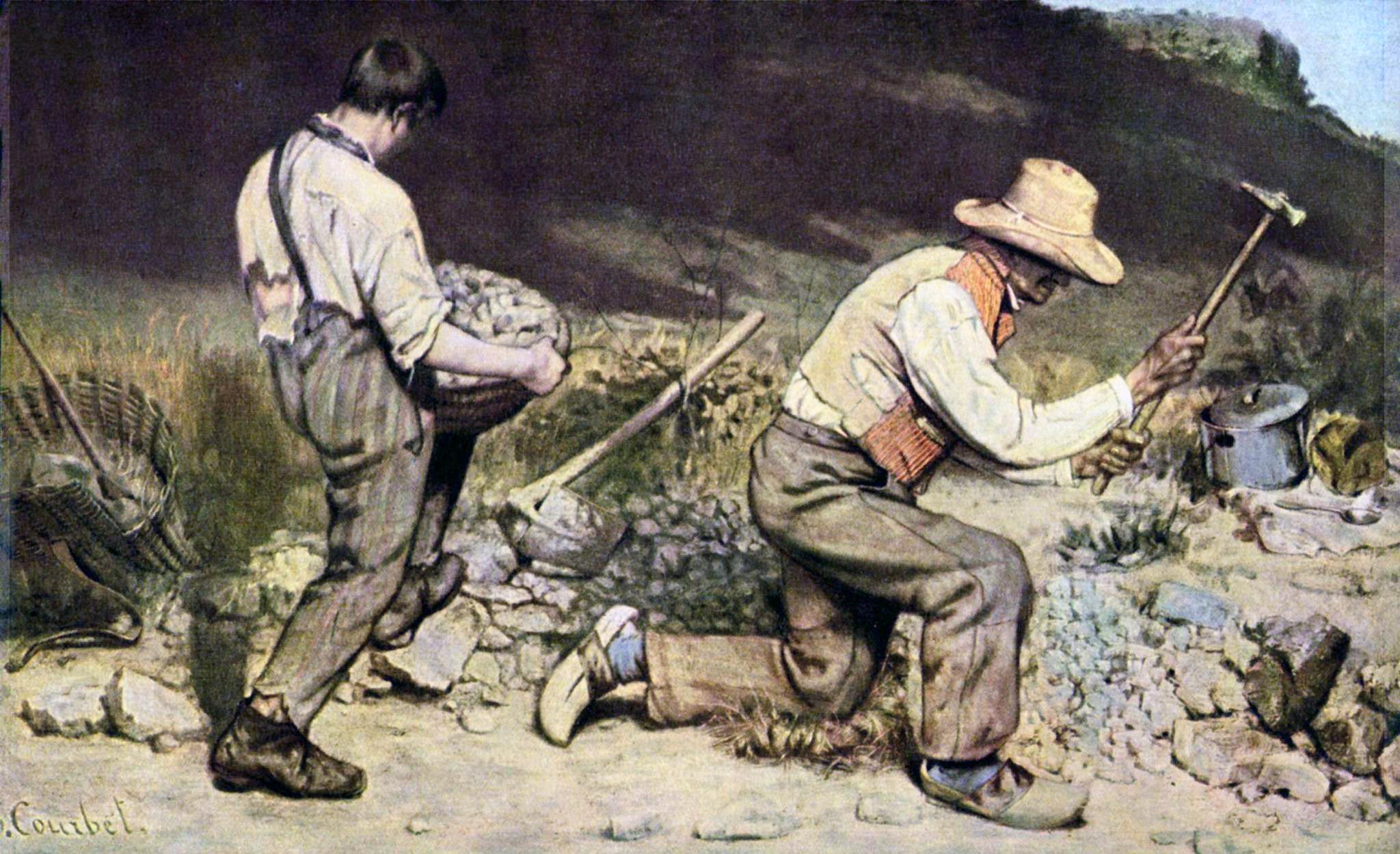
『石割人夫』, ギュスターヴ・クールベ, 1848年, ドレスデン爆撃（1945年）で焼失

1931年に、ノイエ･マイスター絵画館の前身となる近現代絵画部門が、ブリュールシェ・テラッセに移転した。その後、近現代芸術を退廃芸術として弾圧したナチスの政策により主要な56点の絵画が押収、売却された。さらに第二次世界大戦中に1945年のドレスデン爆撃によって、トラックに積まれていた196点の絵画が焼損してしまっている。
現在のノイエ・マイスター絵画館は1959年に設立されたもので、1965年以来アルベルティヌム美術館の上階に設置されている。ドイツ民主共和国（東ドイツ）時代に、美術館から散逸していた多数の絵画を取り戻すことに成功した。
1994年に設立されたドレスデン近現代美術協会 (Gesellschaft für moderne Kunst in Dresden) は、新しく作品を購入するための基金を設置しており、購入した作品をノイエ・マイスター絵画館に恒久貸与している。この後援によって現在までに30点以上の作品が絵画館に収蔵されており、さらに絵画館で企画開催される展覧会の開催資金にも充てられている。
2002年ヨーロッパ水害による被害のために、アルベルティヌム美術館を修築するとともに、水害に強い保管所を新規に設置することになり、修築終了後の2010年6月に再開館した。

## コレクション
- カスパー・ダーヴィト・フリードリヒ
 Two Men Contemplating the Moon
- エルンスト・ルートヴィッヒ・キルヒナー
Railway Underpass in Dresden
- グスタフ・クリムト
Beech Forest I
- カスパー・ダーヴィト・フリードリヒ
 Cairn in Snow

- クロード・モネ
A Jar Of Peaches
- エドゥアール・マネ
La dame en rose, Mme Martin
- ローヴィス・コリント
 Modellpause
- カール・グスタフ・カルス
Woman on the Balcony